# The Definitive Collection (album, Lou Reed)
The Definitive Collection je kompilační album amerického kytaristy a zpěváka Lou Reeda, vydané v roce 1999 u Arista Records.

## Seznam skladeb
1. "The Blue Mask"
2. "I Wanna Be Black"
3. "Looking for Love"
4. "Coney Island Baby"
5. "Shooting Star"
6. "Romeo Had Juliette"
7. "I Want to Boogie With You"
8. "Set the Twilight Reeling"
9. "Vicious"
10. "Street Hassle: A. Waltzing Matilda/B. Street Hassle/C. Slipaway"
11. "Vicious Circle"
12. "Walk on the Wild Side"
13. "Temporary Thing"
14. "Cremation/Ashes to Ashes"
15. "The Bells"
16. "Dirty Blvd." (Live)